# Sweltsa pocahontas
Sweltsa pocahontas är en bäcksländeart som beskrevs av Kirchner och Boris C. Kondratieff 1988. Sweltsa pocahontas ingår i släktet Sweltsa och familjen blekbäcksländor. Inga underarter finns listade i Catalogue of Life.